# 리밍 (바둑 기사)
리밍(중국어: 李铭, 병음: Li Ming, 한자음: 이명, 1993년 4월 1일 ~ )은 중화인민공화국의 바둑 기사이다. 랴오닝성 진저우시 출신으로 중국기원 소속의 6단이다.

## 경력
랴오닝성 진저우시에서 태어났다. 2007년 프로바둑에 입단했다. 2012년 제17회 삼성화재배 월드 바둑마스터스 예선에서 김누리와 송홍석, 뉴위톈, 김세동을 물리치고 본선에 진출했으나 더블 엘리미네이션 토너먼트에서 최철한에게 지고 탕웨이싱에게 이겼지만 최철한에게 다시 져서 16강 진출에 실패했다. 2013년 제1회 홍다이배 전국 바둑신예최강전에서 4강에 올랐다. 2014년 제2회 바이링배 예선에서 류자오저와 중원징, 강동윤을 연이어 이기고 본선 64강에 진출했지만 박정환에게 패해 탈락했다. 2016년 제3회 바이링배 예선에서 정두호와 뉴위톈, 천샤오난을 이겨 본선에 진출했으나 박정환에게 져서 탈락했다. 2017년 6단으로 승단했다.